# BDT AG
A BDT é uma empresa alemã de tecnologia da informação, cujos principais produtos são autoloaders de 8 slots para fitas DLT e LTO, que eles desenvolvem e fabricam para revenda por grandes empresas da área de TI. Parceiros antigos e atuais da BDT incluem Dell, HP, IBM, Iomega, Quantum Corporation, Sun Microsystems, Tandberg Data e Xerox.